# Gabiria
|  | No s'ha de confondre amb Gaviria. |

Gabiria és un municipi de Guipúscoa, a la comarca del Goierri. Per la resolució del 15 de juny de 1981, de la Viceconselleria de l'Administració Local, publicada al BOPV del 20 de juliol del mateix any, es va canviar el nom oficial del municipi de Gaviria a Gabiria, recuperant la forma en basc.